# Arnold Eucken
Arnold Eucken (Jena, 3 de julho de 1884 – Seebruck, Lago Chiem, 16 de junho de 1950) foi um físico-químico alemão.

## Vida
Filho do filósofo e Nobel de Literatura Rudolf Eucken, nasceu em Jena, Alemanha. Irmão de Walter Eucken.
Eucken trabalhou com Walther Nernst, que foi seu orientador de doutorado em 1906, com a tese Der stationäre Zustand zwischen polarisierten Wasserstoffelektroden. Em 1911 seguiu sua habilitação também em Berlim. Com 31 anos de idade poderia ter assumido já em 1915 a cátedra na Universidade Técnica de Breslau; isto só ocorreu porém em 1919. Em 1930 foi sucessor de Gustav Tammann na Universidade de Göttingen. Suicidou-se em 1950.
Mediante seu convite Edward Teller foi para Göttingen em 1931, onde trabalhou com James Franck e Hertha Sponer. Dentre seus doutorandos constam Klaus Wilhelm Schäfer e Ernst Ulrich Franck. Um de seus últimos doutorandos foi o mais tarde o laureado com o Nobel Manfred Eigen.

## Condecorações

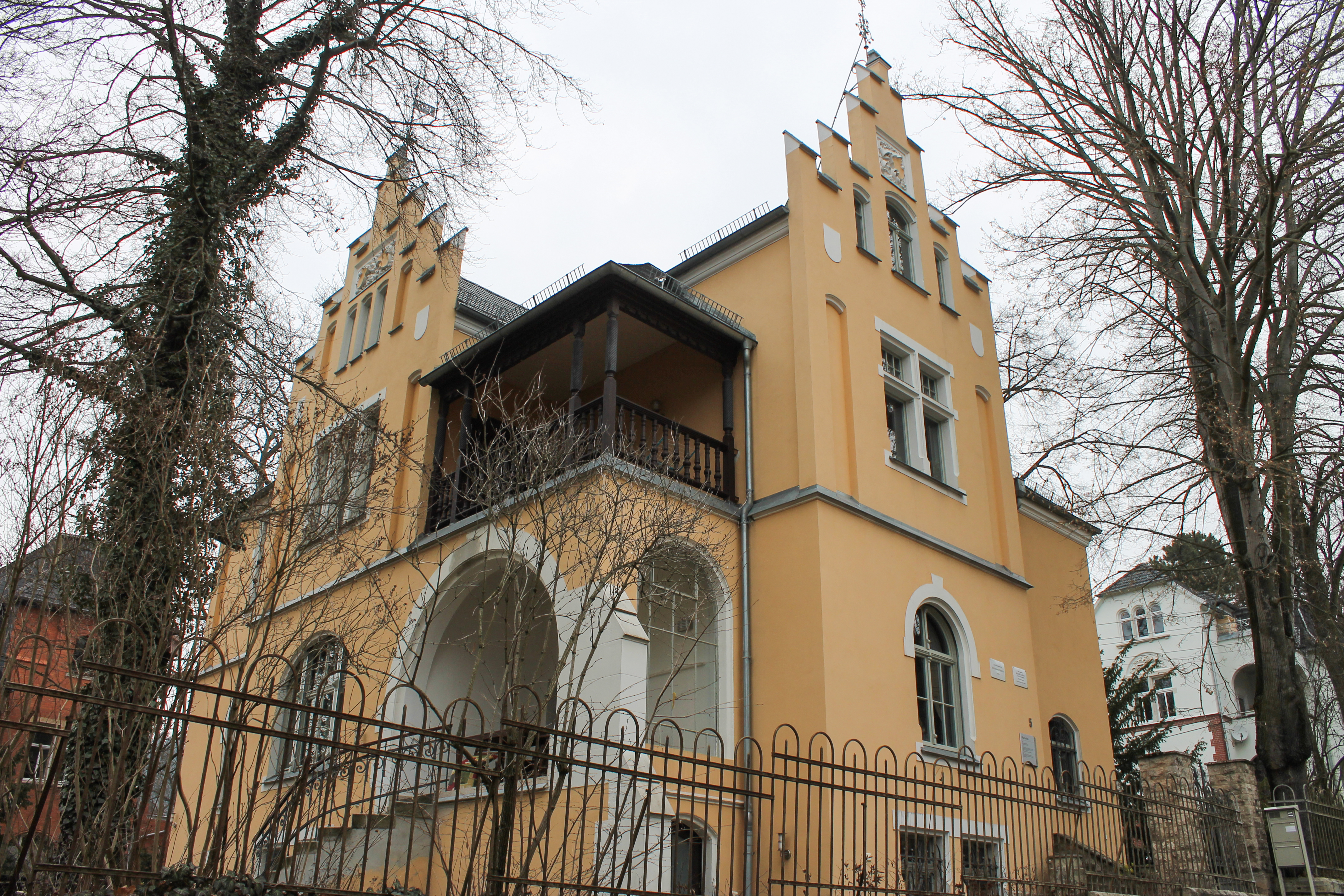
Villa da família Eucken em Jena

- 1929: membro correspondente da Academia de Ciências de Göttingen (a partir de 1931 membro ordinário)[4]
- 1936: membro eleito da Academia Leopoldina
- 1942: membro da Academia de Ciências da Baviera
- 1944: Medalha Bunsen

A Verein Deutscher Ingenieure concede em sua memória o Prêmio Arnold Eucken.

## Obras
- Grundriss der Physikalischen Chemie, Leipzig, diversas edições a partir de 1922
- Lehrbuch der Chemischen Physik, Leipzig, diversas edições a partir de 1930
- Arnold Eucken und Rudolf Suhrmann, Physikalisch-Chemische Praktikumsaufgaben, Leipzig, diversas edições a partir de 1928
- Der Nernstsche Wärmesatz, Ergebnisse der exakten Naturwissenschaften 1 (1922), p. 20–162.